# Kasani

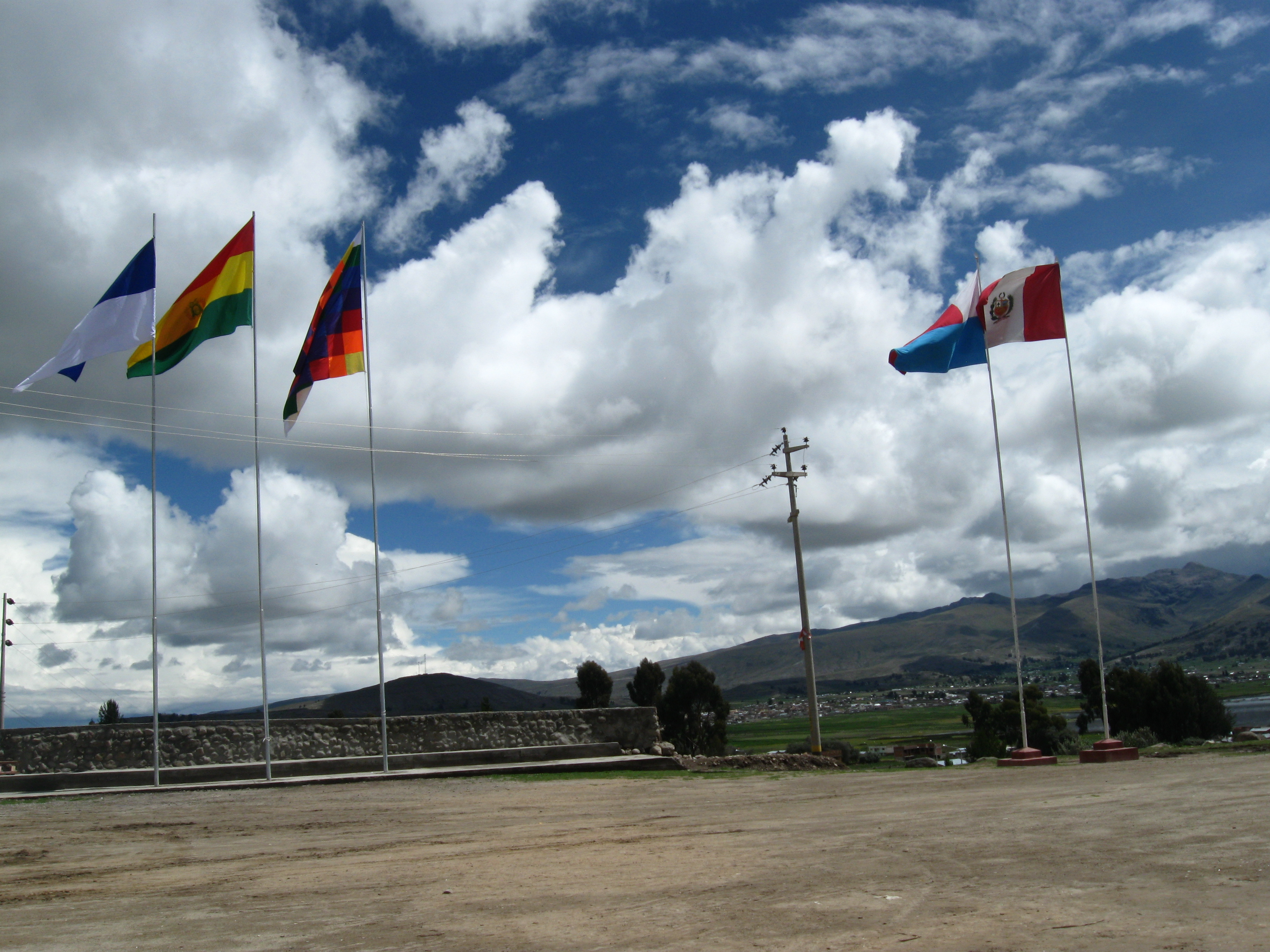
Símbolo de hermandad entre Bolivia y Perú

Kasani es una localidad fronteriza de Bolivia, ubicada en el municipio de Copacabana de la provincia Manco Capac, en el departamento de La Paz. Se encuentra ubicada en el límite con Perú, en la denominada punta Kasani o Kasani-Huencalla, donde se encuentra el hito fronterizo N.º 22. 
También se denomina Kasani al barrio fronterizo de la ciudad de Yunguyo, en el distrito y provincia de Yunguyo, departamento de Puno en Perú. 
En Kasani está el paso fronterizo entre Bolivia y Perú. En ese lugar se levanta un arco monumental de piedras talladas, que en realidad es el arco sur de la Iglesia del lugar.
En esta localidad nace la Ruta Nacional 2 de Bolivia que conecta la Península de Copacabana con la ciudad de La Paz y el resto del país. El 8 de septiembre, se realiza una gran fiesta en homenaje a la virgen de natividad.